# Cardamine enneaphyllos
La dentaria a 9 foglie (Cardamine enneaphyllos  (L.) Crantz, 1769) è una pianta erbacea, perenne appartenente alla famiglia delle Brassicaceae.

## Tassonomia
La famiglia delle Brassicaceae (assieme alle Asteraceae) è una delle più numerose delle Angiosperme, diffusa principalmente nella fascia temperata e fredda del nostro globo. Il genere Cardamine comprende fino a 150 specie, una trentina delle quali sono presenti spontaneamente sul territorio italiano. 

Il Sistema Cronquist assegna la famiglia delle Brassicaceae all'ordine Capparales mentre la moderna classificazione APG la colloca nell'ordine delle Brassicales. Sempre in base alla classificazione APG sono cambiati anche i livelli superiori (vedi tabella a destra).

Nelle classificazioni più vecchie la famiglia del genere Cardamine era chiamata anche Crociferae e a volte Cruciferae.
Il genere Cardamine appartiene alla tribù delle Arabideae le cui specie sono caratterizzate dall'avere una radichetta “accombente”, ossia che rimane ancorata ai cotiledoni e quindi si sviluppa lungo la linea di separazione degli stessi, mentre all'interno del genere Cardamine ennaphyllos fa parte del “sub-genere” (o sezione) Dentaria.
Questo genere non ha sempre avuto l'attuale struttura tassonomica. Inizialmente, con Linneo, furono formati due generi distinti chiamati Dentaria e Cardamine poi in seguito riuniti in un unico genere (Cardamine) considerandolo comunque abbastanza polimorfo. Le due sezioni (Cardamine e Dentaria) differiscono in quanto le seconde hanno i semi provvisti di un largo ed alato funicolo o peduncolo (cotiledoni peduncolati); si distinguono inoltre per l'habitat abbastanza caratteristico (frequentano i boschi di latifoglie – soprattutto faggete su un substrato abbastanza ricco di sostanze nutrienti) e per la precoce fioritura. In realtà solo nelle specie europee, le due sezioni, presentano dei caratteri morfologici abbastanza riconoscibili, mentre non altrettanto avviene per le specie del Nuovo Mondo dove presentano una notevole convergenza strutturale. In effetti la spinta ad unificare i due generi è venuta proprio dagli Autori americani. È da aggiungere inoltre che anche attualmente le specie spontanee della flora americana sono pressoché ignote all'Europa, questo significa che nonostante i grandi traffici commerciali non è avvenuto un gran scambio di semi o piantine fra i due continenti.

### Sinonimi
La specie di questa scheda ha avuto nel tempo diverse nomenclature. L'elenco che segue indica il sinonimo più frequentemente usato per questa specie:
- Dentaria enneaphyllos L. (1753) (basionimo)

### Specie simili

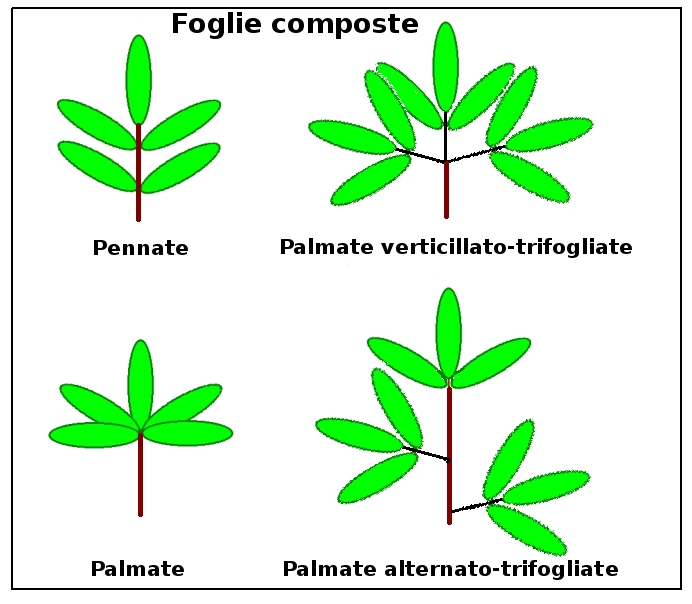
Foglie composte

Alcune specie dello stesso genere (o meglio sub-genere Dentaria) sono abbastanza simili ad un primo sguardo distratto, in realtà ognuna ha una sua caratteristica ben distinguibile:
- Cardamine bulbifera (L.) Crantz – Dentaria minore: le foglie sono del tipo pennato con 3 - 7 lobi ed è l'unica inoltre a possedere dei bulbilli, mentre i fiori sono rosa.
- Cardamine pentaphyllos (L.) Crantz – Dentaria a 5 foglie: le foglie sono del tipo palmato con 5 lobi e con fiori rosa.
- Cardamine heptaphylla (Vill.) O.E. Schultz – Dentaria pennata: le foglie sono del tipo pennato e sono tutte composte.

La specie di questa scheda, nell'oscurità del sottobosco, può facilmente essere confusa con l'Anemone trifolia; in effetti l'apparato fogliare è molto simile, mentre invece i fiori hanno una struttura completamente diversa.
Invece molto simile è la Cardamine waldsteinii Dyer (sinonimi = Dentaria trifolia W. & F.; = Dentaria alternifolia D. Torre), ma non è presente in Italia in quanto ha una diffusione “illirica"; al massimo si può trovare al confine con la Slovenia. Comunque un buon elemento di distinzione è la disposizione delle tre foglie che è alterna e non verticillata (vedi disegno).

## Etimologia
Il nome del genere (Cardamine) potrebbe derivare da due parole greche: Kardia (cuore) e Damào (addomesticare), questo in riferimento ad alcune proprietà medicinali (cardiotoniche) che anticamente si credevano possedere le piante di questo genere. In effetti nella Grecia antica con Kardamine si indicavano diverse piante che noi oggi possiamo identificarle con il crescione (probabilmente si tratta del Cardamine pratensis – Billeri dei prati) comune in tutta Europa e anche nel nord della Grecia.
Il nome di Dentaria (la prima denominazione in senso cronologico del genere di queste piante) venne definito dal botanico francese Joseph Pitton de Tournefort (5 giugno 1656 - 28 dicembre 1708). Questo nome venne scelto per la somiglianza di certe protuberanze del rizoma simili a denti. Ma altre dizioni fanno pensare ad una derivazione dal latino (Dens=dente) con riferimento alle sue presunte capacità di cura dal mal di denti, ma anche alla fitta dentatura del margine fogliare.
Il nome sia specifico che comune (“enneaphyllos” e “Dentaria a 9 foglie”) deriva dal numero complessivo dei segmenti dell'apparato fogliare, per l'appunto 9.
L'attuale binomio scientifico ("Cardamine ennephyllos") è stato definito dai botanici Linneo e dal botanico e fisico Heinrich Johann Nepomuk von Crantz in un lavoro pubblicato nel 1769.
In lingua tedesca questa pianta si chiama Quirlblättrige Zahnwurz; in francese si chiama Dentaire à neuf folioles; in inglese si chiama Drooping Bittercress.

## Morfologia

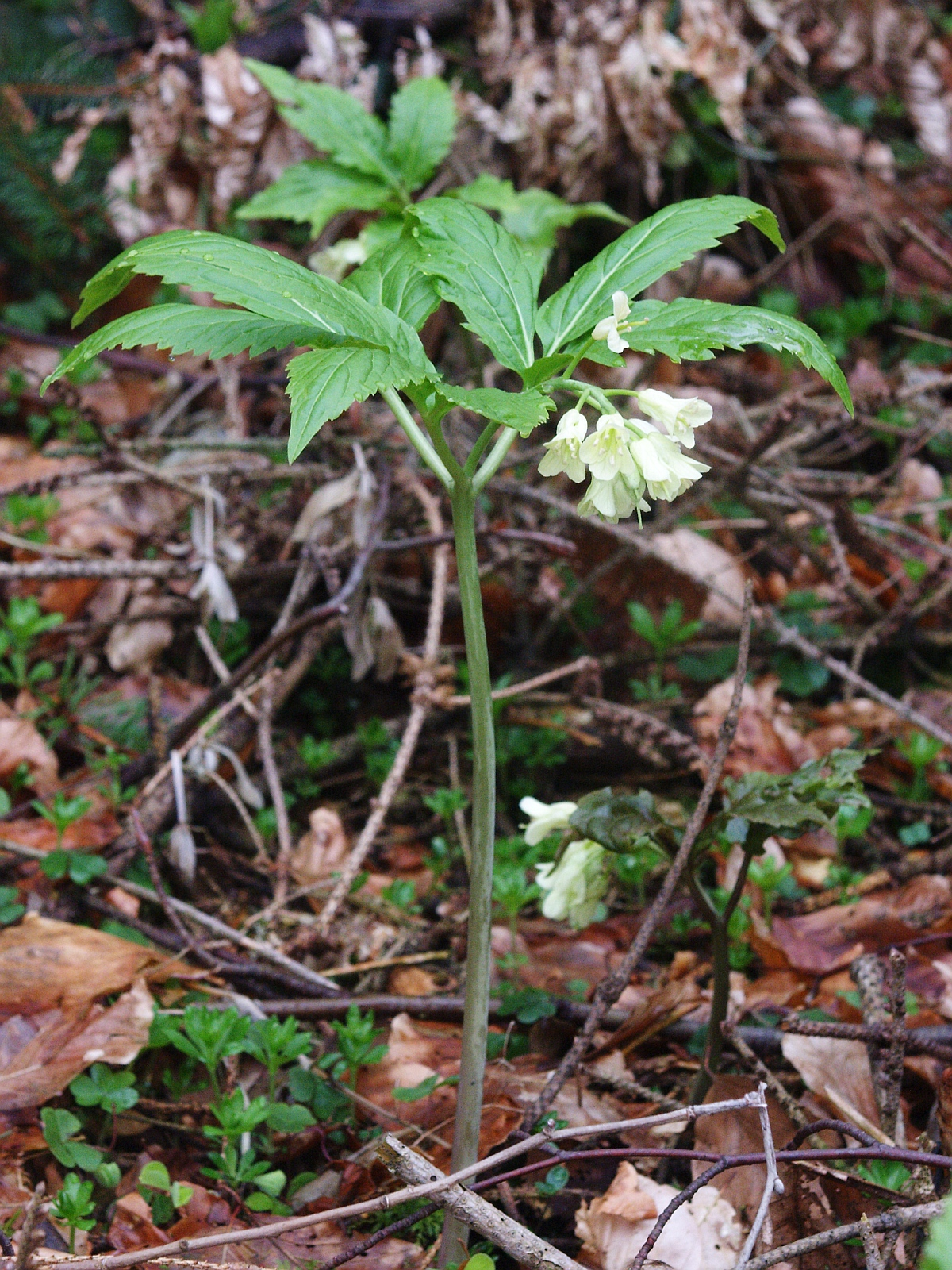
Il portamento

È una pianta dall'aspetto eretto di altezza media dai 20 ai 40 cm. La forma biologica è geofita rizomatosa (G rhiz): ossia è una pianta perenne erbacea che porta le gemme in posizione sotterranea. Durante la stagione avversa non presenta organi aerei e le gemme si trovano in un organo sotterraneo chiamato rizoma, un fusto sotterraneo dal quale, ogni anno, si dipartono nuove radici e nuovi fusti aerei.

### Radici
Radici secondarie da rizoma.

### Fusto
- Parte ipogea: la parte ipogea del fusto consiste in un rizoma sotterraneo grosso e nodoso, spesso fino a 6 mm ad andamento orizzontale. Presenta delle scaglie triangolari (resti delle germinazioni annuali passate).
- Parte epigea: la parte aerea del fusto è nuda e portante quasi all'apice (a due terzi del suo sviluppo totale), tre foglie tripartite in un verticillo.

### Foglie

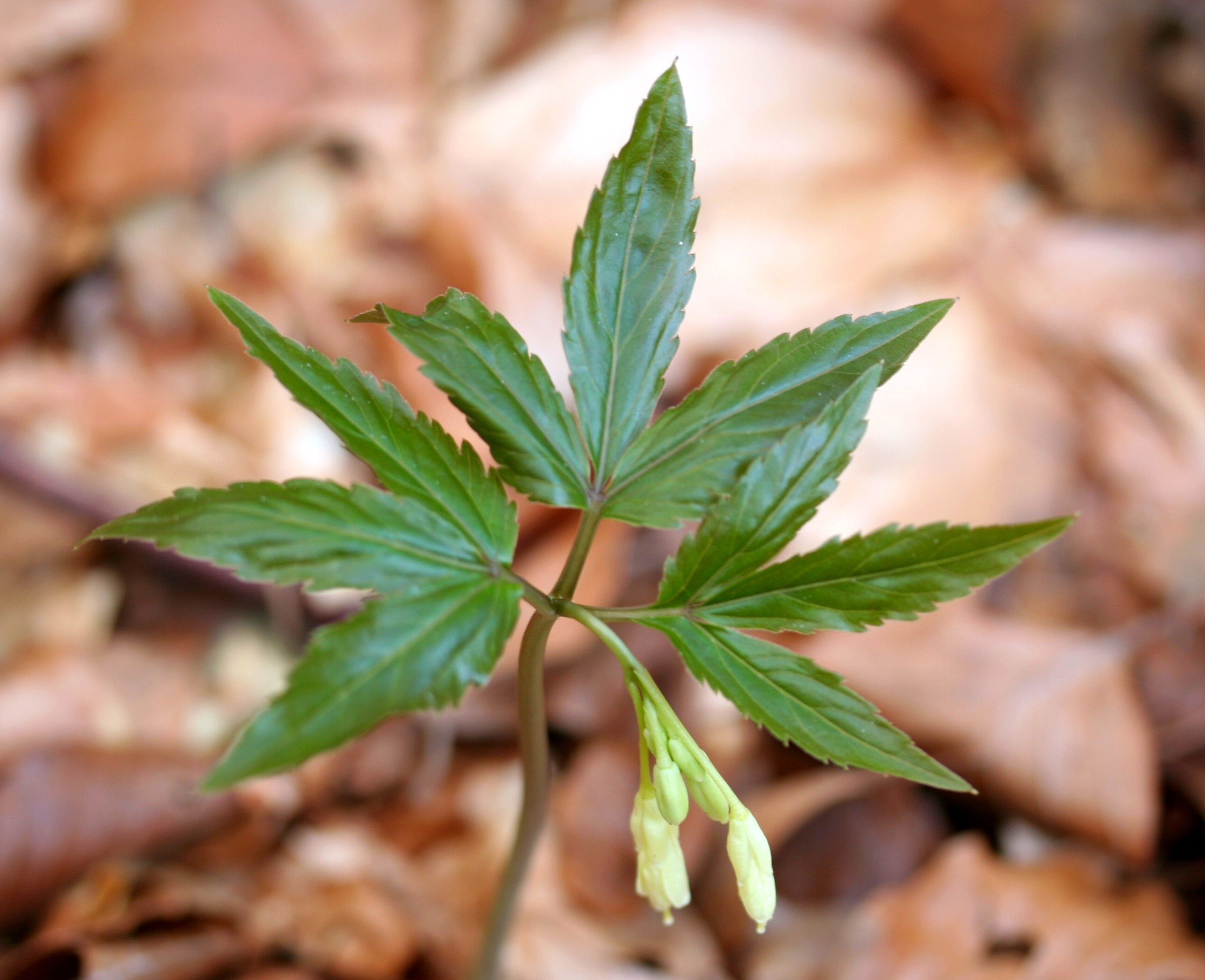
Le foglie
Località: Melere, Trichiana (BL), 843 m s.l.m. - 6/4/2009

Facilmente questa pianta possiede un unico verticillo formato da tre foglie palmato-composte ognuna con tre lobi, per un totale di 9 lobi seghettati irregolarmente sui bordi. Le foglie sono unicamente cauline e senza bulbilli e il colore è verde scuro. La forma è ellittica per il lobo centrale (lungo fino a 5 cm) e lanceolato-asimmetrica per quelli laterali.

### Infiorescenza

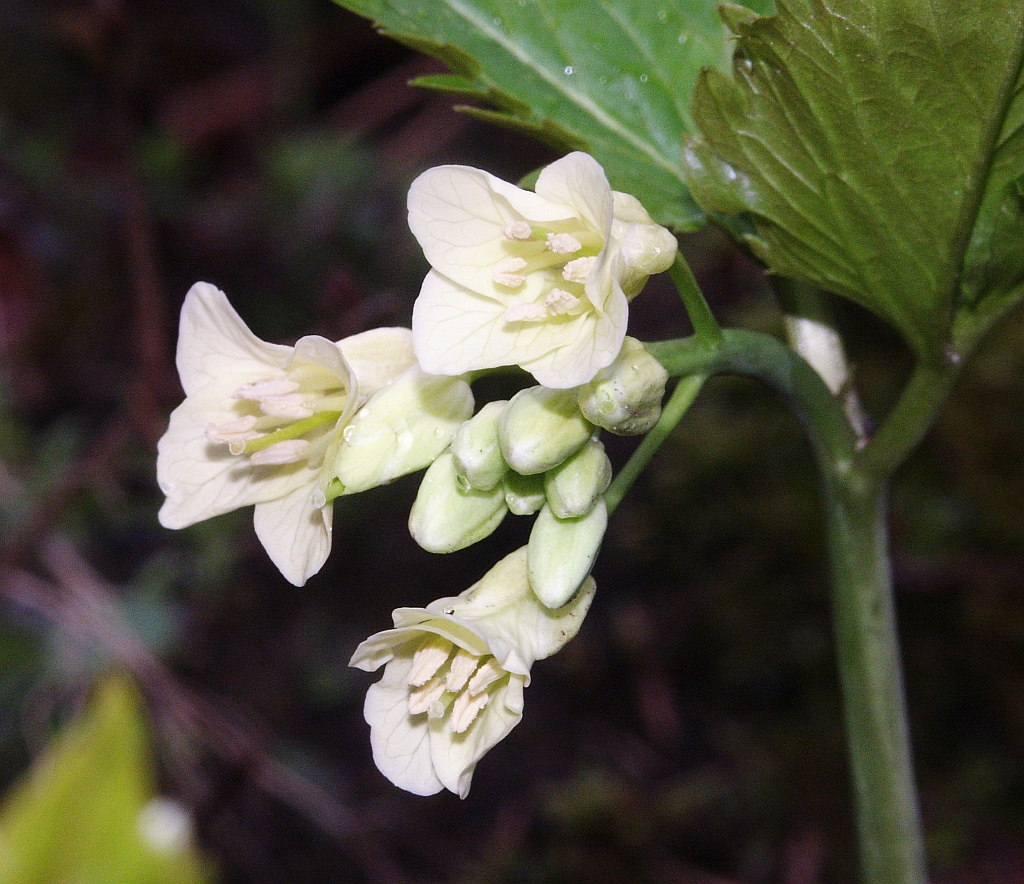
Infiorescenza

L'infiorescenza si compone di alcuni fiori raggruppati a racemo pendulo (o in modo corimboso) e portati da un peduncolo di 15 mm che parte dal centro del verticillo fogliare. Alla base del peduncolo può essere presente una singola foglia ascellante.

### Fiore

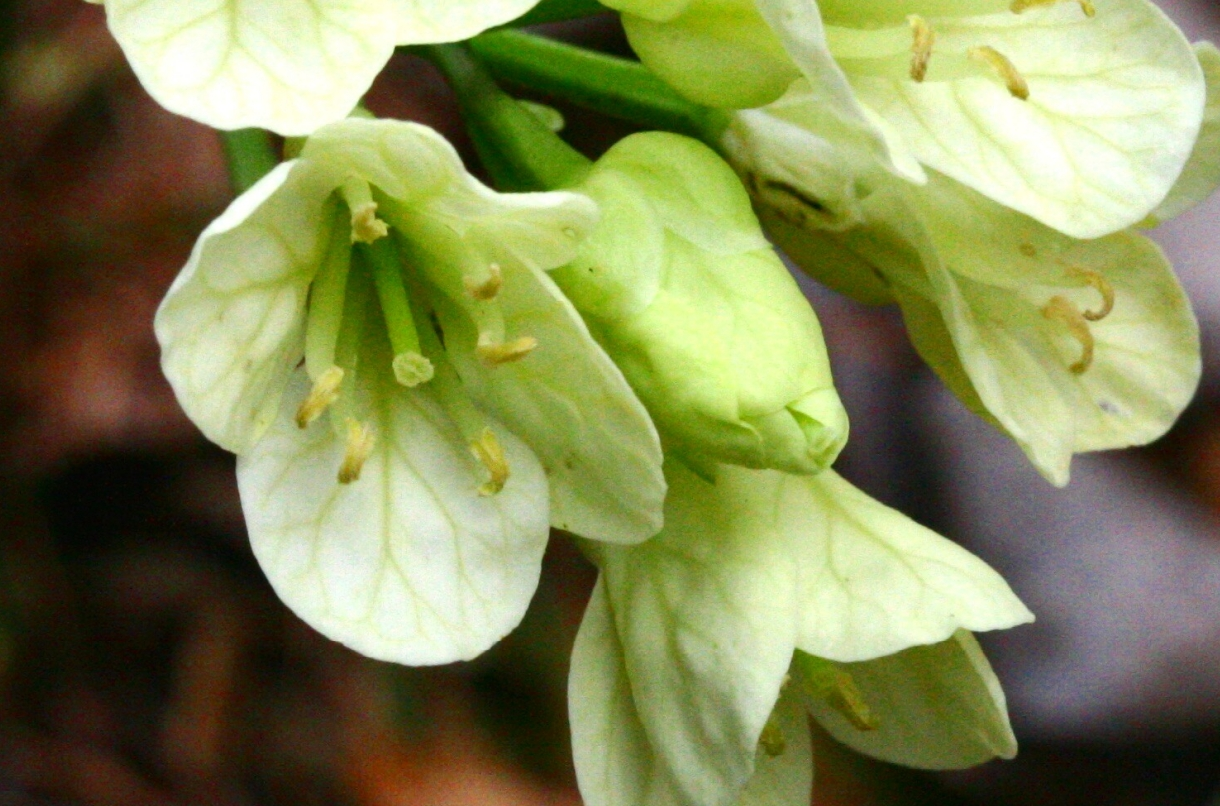
Il fiore
Località: Col di Prà, Taibon Agordino (BL), 843 m s.l.m. - 7/4/2007

I fiori sono ermafroditi, dialipetali, attinomorfi e tetrameri (calice e corolla composti da 4 parti). Il colore dei fiori è giallo pallido. Dimensione del fiore: 12 – 20 mm.
- Formula fiorale:

* K 2+2, C 4, A 2+4, G 2 (supero)
- Calice: i sepali sono quattro (2+2) liberi (dialisepali) in croce; sono saccati e di colore verde scuro. Sono glabri. Dimensione dei sepali: 6 mm.
- Corolla: i petali sono quattro liberi (dialipetali) ed eretti, anche questi in croce, sono inoltre ben evidenti rispetto al calice e di forma “unguiculata” (i petali alla base sono provvisti di un prolungamento, tipo unghia, tramite il quale si inseriscono nel ricettacolo) e arrotondati all'apice. Dimensione dei petali: 10 – 12 mm
- Androceo: gli stami sono 6 (due dei quali sono più corti = “tetradinami”) con antere gialle. Gli stami sono lunghi quanto i petali, a volte sporgono lievemente da essi.
- Gineceo: lo stilo è unico e semplice con stimma capitato (senza rigonfiamenti laterali) su un ovario supero sincarpico bicarpellare (formato cioè da due carpelli saldati tra di loro).
- Fioritura: da aprile a giugno.
- Impollinazione: l'impollinazione avviene tramite insetti.

### Frutti

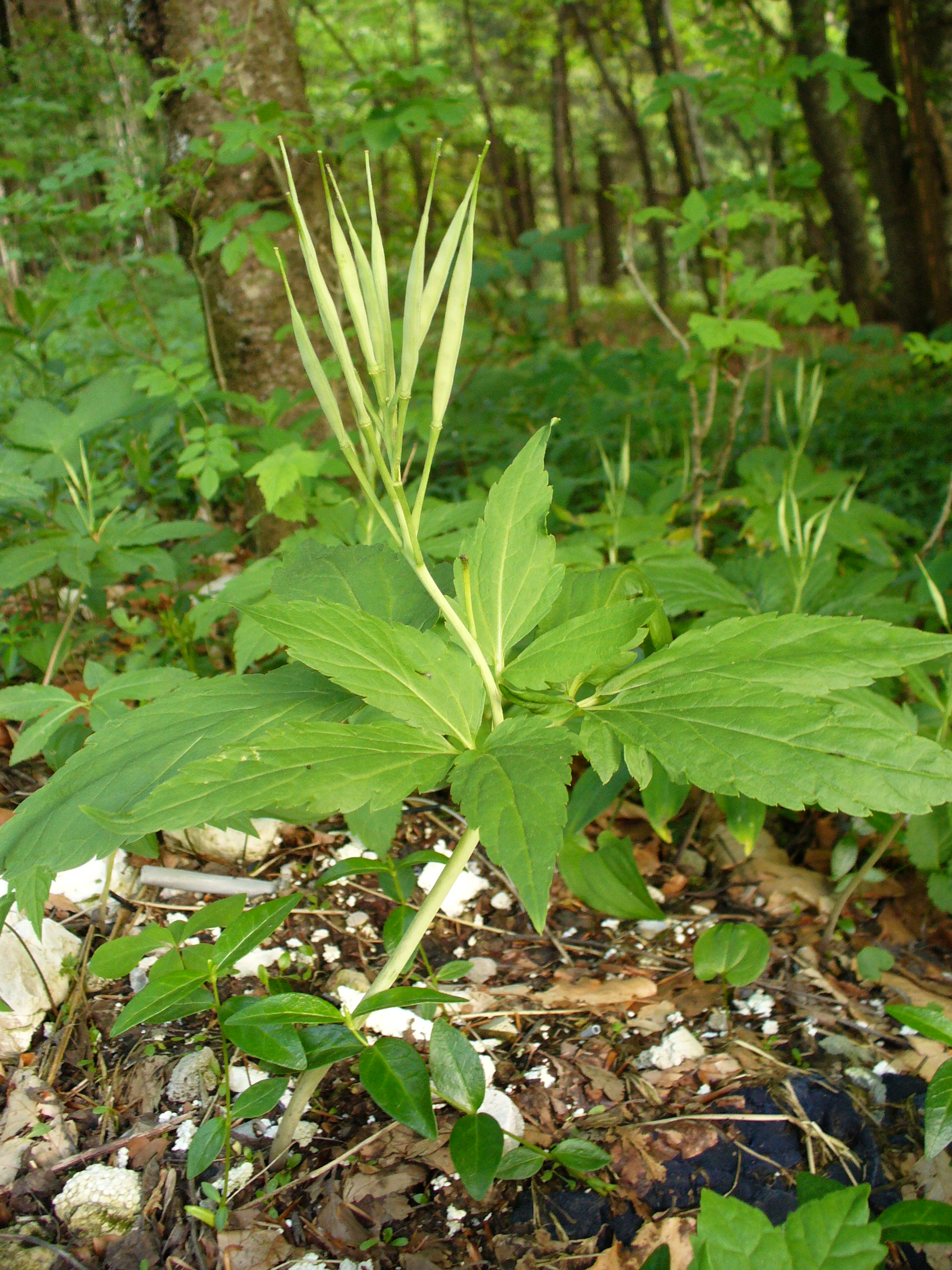
I frutti (silique)

Il frutto è una siliqua (molto più lunga che larga) eretta, semplice (non è articolata) a due valve piane. Queste (le valve) sono disposte longitudinalmente, sono strette e senza nervature (è presente un nervo ma quasi indistinto). In fase di deiscenza si aprono di scatto, a volte attorcigliandosi su se stesse. All'interno del frutto si trovano, disposti linearmente, alcuni piccoli semi. Dimensione della siliqua: larghezza 3 –4 mm; lunghezza 40 – 60 mm.

## Distribuzione e habitat
- Geoelemento: il tipo corologico (area di origine) è Sud Est-Europeo (Anfiadriatico), ma anche Orofita – Sud Europeo
- Diffusione: la “Dentaria a 9 foglie” e tipica di gran parte dell'Europa sud-orientale (soprattutto sui rilievi dei Carpazi e delle Alpi Dinariche), è assente sui Pirenei. In Italia ha una diffusione discontinua: sulle Alpi è più comune sulla parte orientale (nelle seguenti province: UD - BL – BZ – TN – BS - BG); sugli Appennini si trova più facilmente al centro; al di fuori di queste zone è considerata molto rara.
- Habitat: questa pianta si incontra nei boschi di latifoglie ed aghifoglie, soprattutto di faggete. Il substrato preferito è calcareo, ma anche calcareo-siliceo con pH basico-neutro e alti valori nutrizionali del terreno che deve essere mediamente umido.
- Diffusione altitudinale: le quote alle quali si trova la “Dentaria a 9 foglie” vanno da 300 a 1600 m s.l.m.; frequenta quindi i seguenti piani vegetazionali: collinare e montano.

## Fitosociologia
Dal punto di vista fitosociologico la specie di questa scheda appartiene alla seguente comunità vegetale:
Formazione: comunità forestali
Classe: Carpino-Fagetea
Ordine: Fagetalia sylvaticae
Alleanza: Fagion sylvaticae

## Usi

### Giardinaggio
L'unico uso che viene fatto di queste piante è nel giardinaggio. È una pianta a sviluppo tappezzante (si allarga molto nel corso delle varie stagioni) per cui è adatta a ricoprire ampie zone.

## Galleria d'immagini

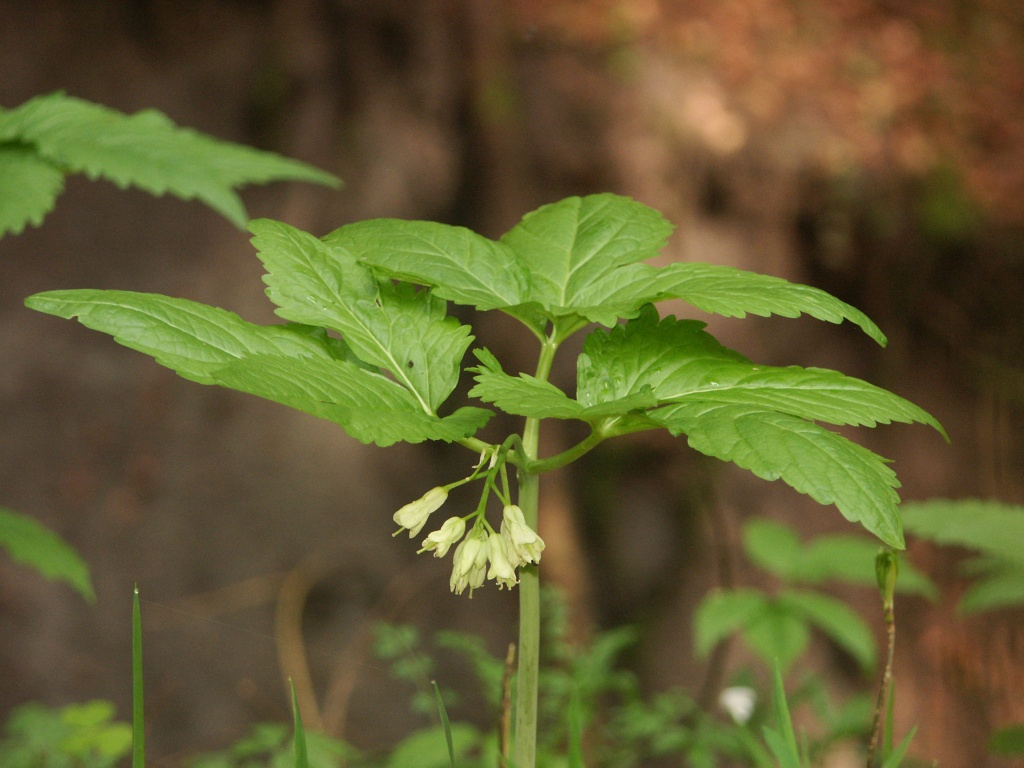
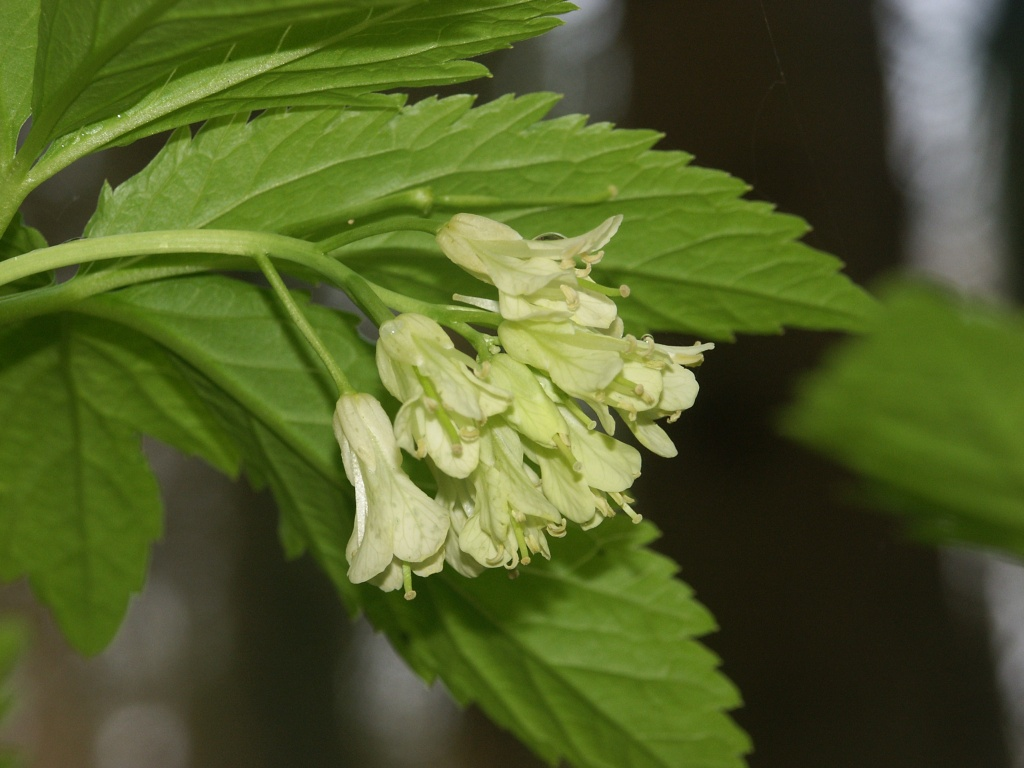
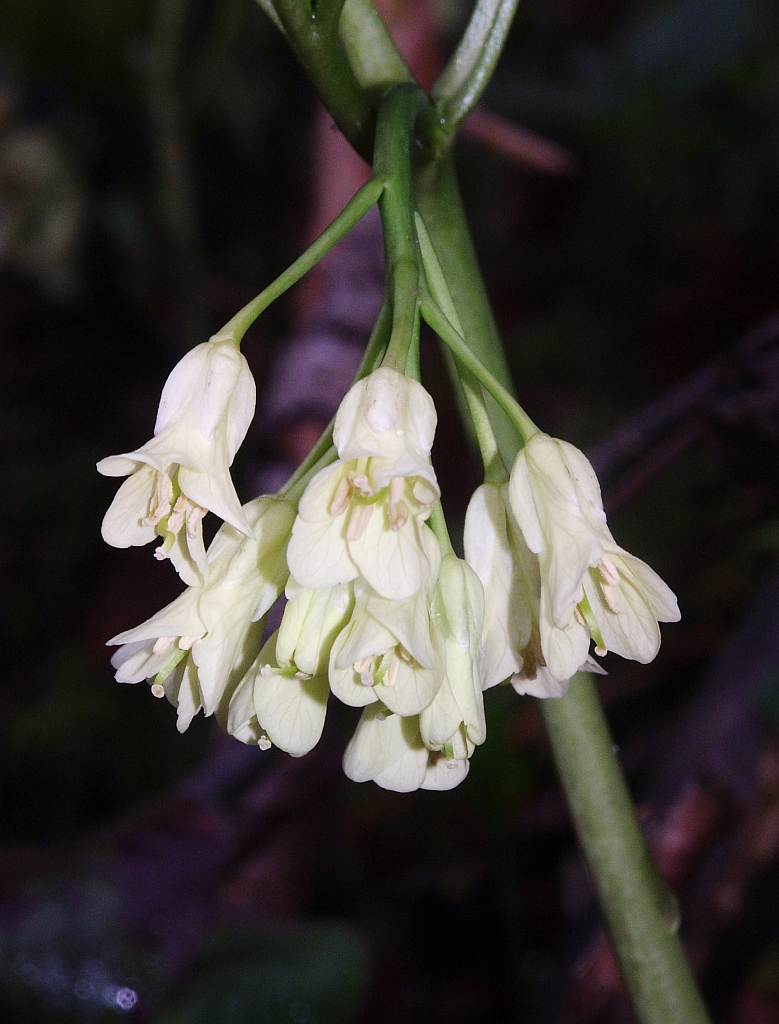
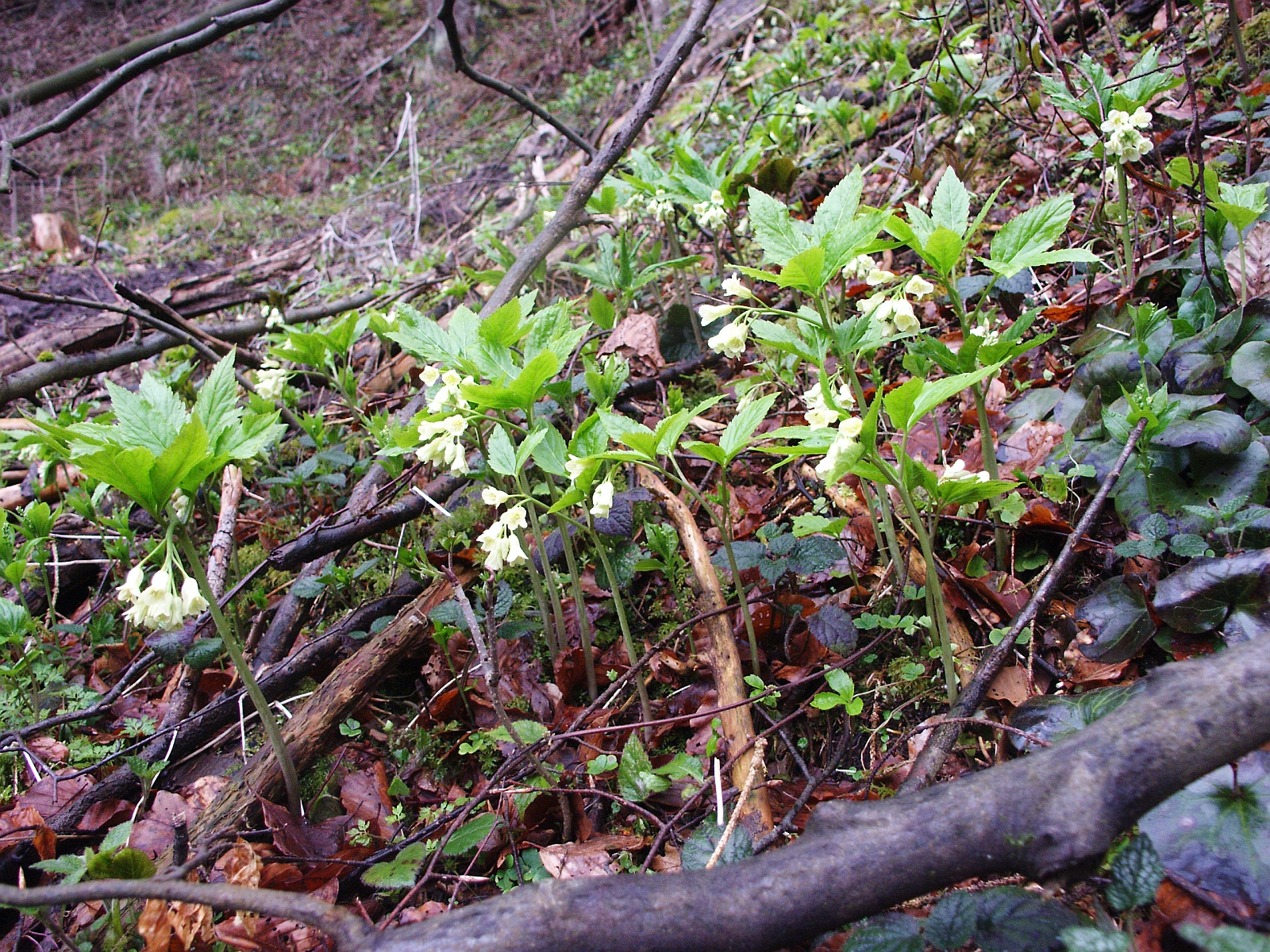